# Zhitómir
Jitomir (en ucraniano: Жито́мир, romanizado: Zhitómir;AFI: [ʒɪˈtɔmɪr] (escucharⓘ)) es una ciudad de Ucrania. Es la capital de la provincia de Jitomir y del raión de Jitomir con una población de 264 452 habitantes.

## Toponimia
Durante siglos, el nombre de la ciudad en español ha sido Jitomir.  Ocasionalmente en el s. XXI algún medio de comunicación le llama Zhitómir.

## Historia
Se ha llegado a decir o a sostener que Jitomir fue fundada alrededor de 884. Esta fecha está tallada en la gran piedra de la época de la edad de hielo, en la colina donde se fundó la ciudad. Zhitómir fue una de las ciudades importantes de la Rus de Kiev. Los primeros registros de la ciudad datan de 1240 cuando fue saqueada por las hordas mongolas de Batú Kan.
En 1320 Jitomir fue tomado por el Gran Ducado de Lituania y recibió los derechos de Magdeburgo en 1444. Después de la Unión de Lublin en 1569, la ciudad se incorporó a la República de las Dos Naciones y en 1667, tras el Tratado de Andrúsovo, se convirtió en el capital del voivodato de Kiev. En la Segunda Partición de Polonia en 1793 pasó al Imperio ruso y se convirtió en la capital de la Gobernación de Volinia.
Durante un breve período de independencia ucraniana en 1918, la ciudad fue durante algunas semanas la capital nacional. Desde 1920, la ciudad estaba bajo el dominio soviético. Bajo el dominio soviético y de acuerdo con la política de las minorías soviéticas antes de la Segunda Guerra Mundial, se estableció un Distrito Nacional alemán en el área para la minoría alemana.
La leyenda sostiene que Zhitómir fue establecida alrededor de 884 por Jitomir príncipe de una tribu eslava de Drevlianos. Esta fecha, 884, está tallada en la gran piedra de los tiempos de la edad de hielo, de pie en la colina donde se fundó Zhitómir. Zhitómir fue una de las ciudades prominentes de Rus de Kiev. Los primeros registros de la ciudad datan de 1240, cuando fue saqueada por las hordas de mongoles de Batu Khan.
En 1320 Zhitómir fue capturada por el Gran Ducado de Lituania y recibió derechos de Magdeburgo en 1444. Después de la Unión de Lublin (1569) la ciudad fue incorporada a la Corona del Reino Polaco y en 1667, tras el Tratado de Andrúsovo, se convirtió en la capital del Voivodato de Kiev. En la Segunda partición de Polonia en 1793 pasó a Rusia Imperial y se convirtió en la capital de la Gobernación de Volinia.
Tras la Unión de Lublin, Jitomir se convirtió en un importante centro de administración local, sede de starosta y capital del condado de Zhitómir. Aquí, sejmiks de Voivodato de Kiev tuvieron lugar. En 1572, la ciudad tenía 142 edificios, una casa señorial de la starosta y un castillo. Siguiendo el privilegio del rey Segismundo III Vasa, Zhitómir tenía derecho a dos ferias al año.
Durante El levantamiento de Jmelnytsky (1648), Jitomit fue liberado del dominio polaco por los cosacos ucranianos Zaporozhianos y sus aliados, Tártaros de Crimea. Zhitómir se incorporó al estado ucraniano Cosaco Hetmanato.
En 1667, Zhitómir se convirtió en la capital del Voivodato de Kiev, y en 1724, una escuela jesuita y un monasterio se abrieron aquí. En 1765, Jitomir tenía cinco iglesias, incluidas tres católicas y dos ortodoxas, y 285 casas. En 1793 Jitomir se incorporó al Imperio ruso, y en 1804 fue nombrada capital de la Gobernación de Volinia.

### SigloXX
Durante un breve período de independencia de Ucrania (1917-1920) en 1918, la ciudad fue durante unas semanas la capital nacional de República Popular de Ucrania.  En 1919, las fuerzas de Simon Petliura llevaron a cabo un pogromo contra los judíos de Jitomir;  Isaak Babel reportó que en Jitomir secuestraron a 45 y los llevaron al matadero, donde los torturaron y asesinaron; y que quemaron seis edificios, de uno de los cuales un cura salvó a los residentes al poner una escalera contra la pared trasera.  El 5 de junio de 1920, Jitomir cayó ante los polacos.
Al romperse la alianza de la Alemania Nacional Socialista con su socia la Unión de Repúblicas Socialistas Soviéticas, también conocida como Pacto Ribbentrop-Mólotov de 1939, los alemanes invadieron rápidamente Ucrania; el Comisariado del Pueblo para Asuntos Internos de la Unión Soviética, incapaz de trasladar a todos los presos de la zona, asesinó a unos 13,000 reos.  Los alemanes nacional socialistas que invadían se encontraron con decenas de sitios de las masacres socialistas soviéticas, incluyendo en Jitomir.
En 2022, Jitomir fue atacada por Rusia.

## Celebridades de Jitomir
- El aventurero militar Jaroslao Dombrowski nació en Jitomir en 1838[10]
- El escritor Vladimir Galaktiónovich Korolenko nació en Jitomir en 1853.[11]
- Jaim Najman Biálik vivió la niñez en Jitomir.[12]

## Religión
A fines del s. xix Jitomir se distinguía por ser una de solamente siete sedes obispales católicas en toda Rusia.

## Demografía
A mediados del s. xix, la población de Jitomir era de unas 12,000 almas, de las cuales 10,000 eran judíos.
A 1 de enero de 2022, la población de Jitomir era de 261.624 personas, lo que representa el 22,2% de la población de la  provincia de Jitomir.
La invasión rusa de Ucrania provocó una nueva oleada de ucranización en la ciudad, en la que cada vez más personas optaron por hablar ucraniano. Según una encuesta realizada por el Instituto Republicano Internacional en abril-mayo de 2023, el 82 % de la población de la ciudad hablaba ucraniano en casa, y el 14 % hablaba ruso.
En 2023, lisiados de guerra de Jitomir recibían tratamiento médico en hospitales militares de Zaragoza.

## Infraestructura
Existe una carretera que comunica a Jitomir directamente con Kiev.

## Patrimonio

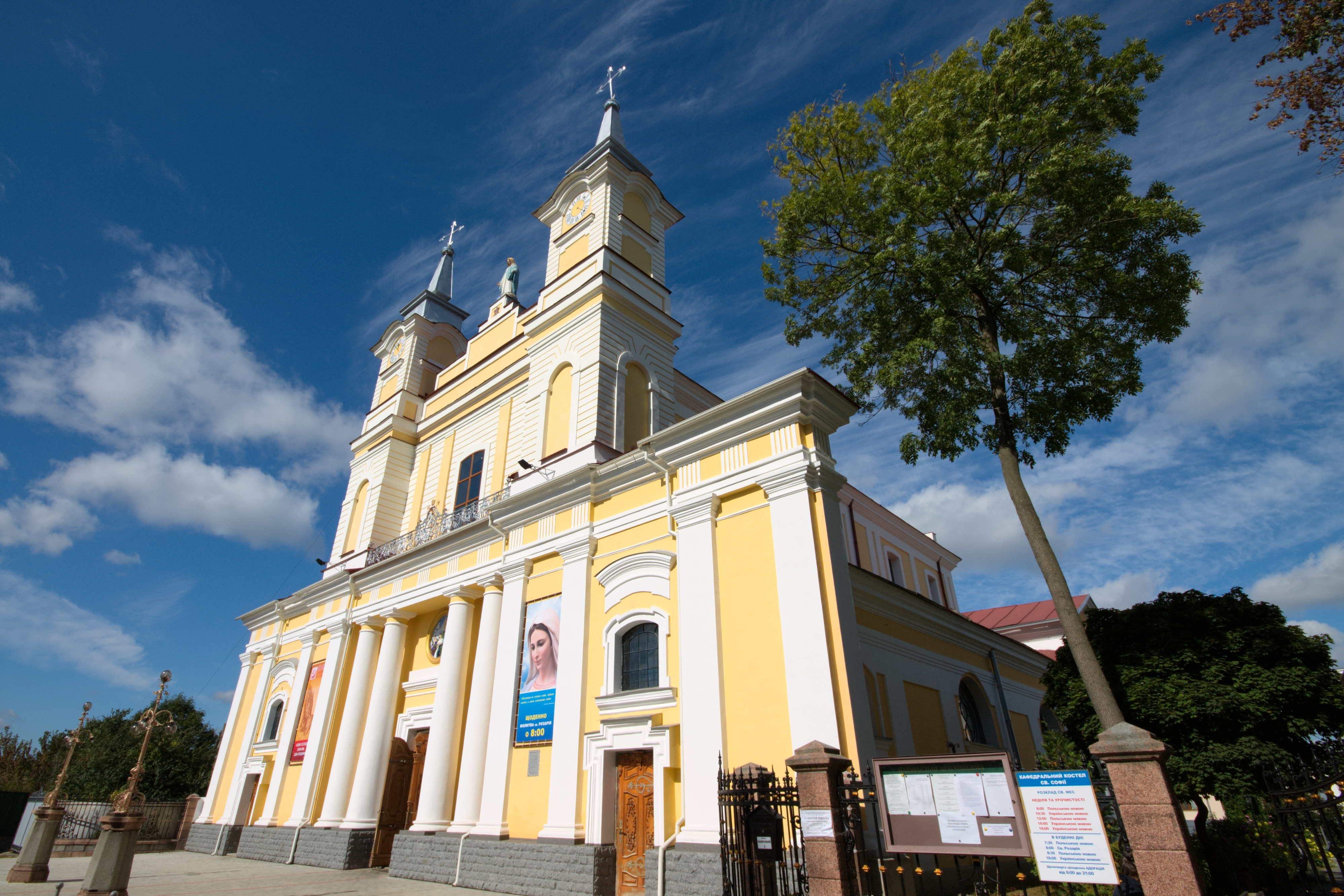
Catedral de Santa Sofía.
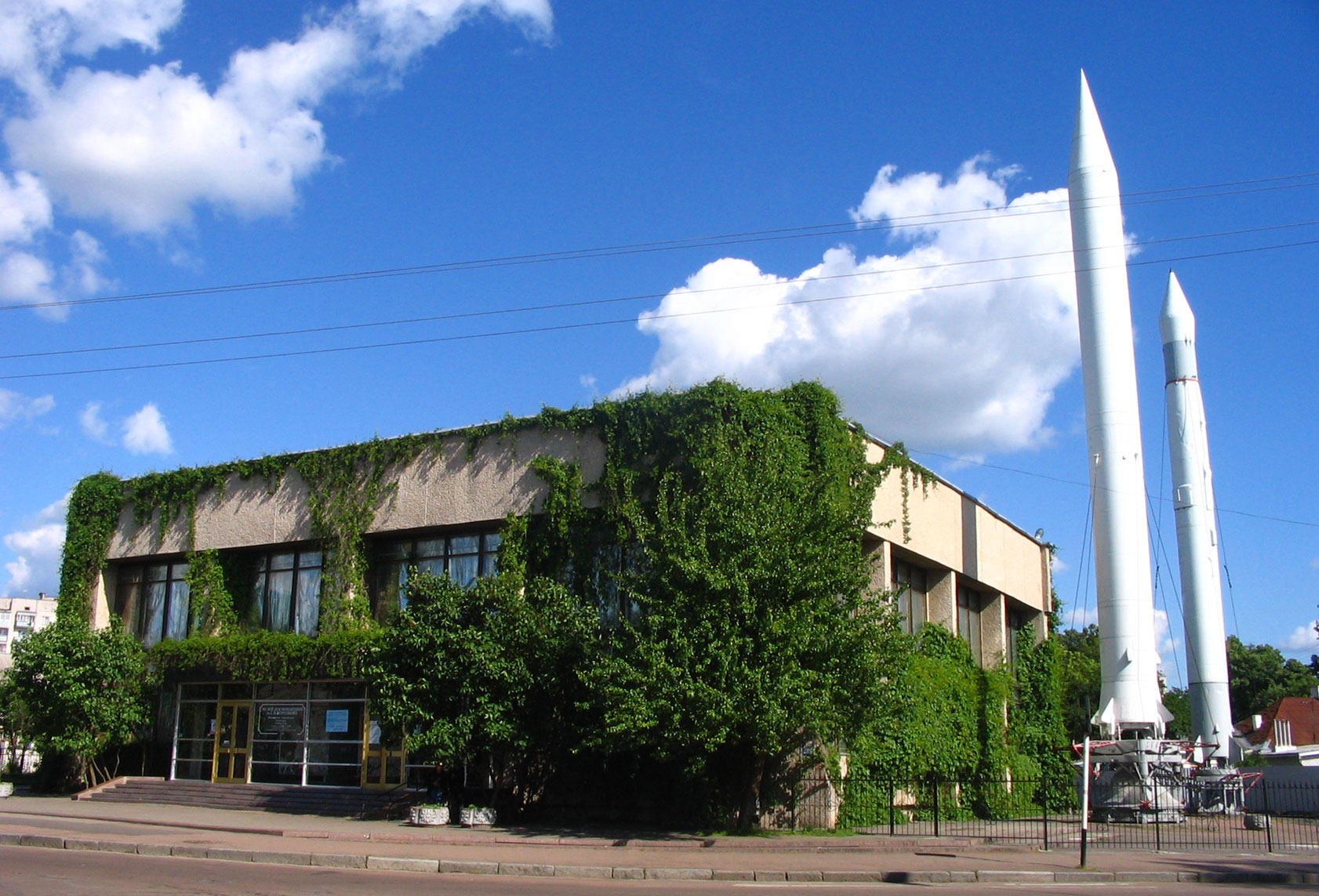
Museo de Serguéi Koroliov, en Jitomir.
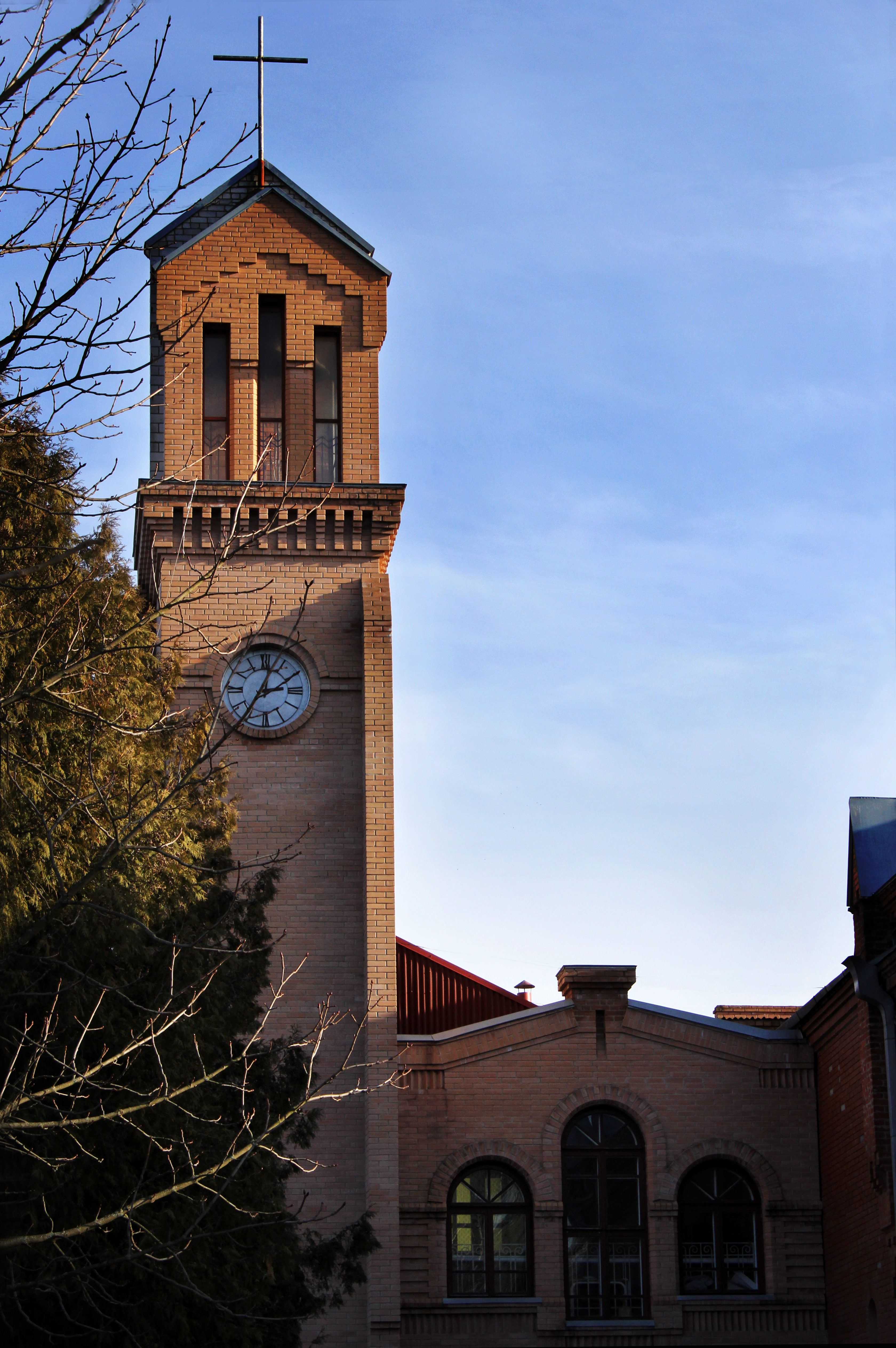
Iglesia luterana

## Jitomir en la literatura
- En el cuento de Chéjov, Examen de Acceso (Экзамен на чин, 1884),  el enemigo de Fendrikov le pregunta en su examen «¿A qué provincia pertenece Jitomir?»[19]

## Ciudades hermanadas
Jitomir se ha hermanado con:
- Kutaisi (Georgia)
- Montana (Bulgaria)
- Płock (Polonia)